# Baba Saad
Pour les articles homonymes, voir Haddad.
Baba Saad (arabe : سعد الحداد), né le 26 novembre 1985 à Beyrouth (Liban), de son vrai nom Saad El-Haddad, est un rappeur libano-allemand. Il travaille sous le label de Bushido, Ersguterjunge.

## Biographie
Saad immigre en Allemagne à la suite de la guerre qui fait rage dans son pays d'origine. Il vit dans un premier temps avec sa famille à Syke avant de déménager à Brême. Après avoir fini ses études collégiales, il se fait remarquer par le rappeur berlinois, Bushido.
Celui-ci veut dans un premier temps que Saad commence une formation normale. Lorsque Bushido entend pour la première fois une chanson de Saad, il l'invite à participer à l'enregistrement d'Electro Ghetto. En avril 2005, Saad chante de nouveau en collaboration avec Bushido, dans l'album Carlo Cokxxx Nutten 2. La chanson Nie ein Rapper se trouve directement à la 24e place du classement des hits allemands. Depuis l'été 2005, Saad est sous contrat sous le label de Bushido, Ersguterjunge. Après qu'il est présenté en automne 2005 dans l'album de Bushido Staatsfeind Nr. 1 et qu'il l'accompagne dans sa tournée, il présente sa propre bande sonore (Ich halt die Stellung) dans le single Augenblick de Bushido qui apparaît en décembre 2005. Sur le single Staatsfeind Nr.1/Endgegner de Bushido, la chanson Staatsfeind Nr. 1 Sti Remix est interprétée par les deux rappeurs ainsi que par Chakuza et Eko Fresh.
En hiver 2005, Baba Saad accompagne Bushido dans sa tournée de Staatsfeind Nr. 1 et sort par la suite, en juillet 2006, son propre album qui s'intitule Das Leben ist Saad. Par ailleurs, il apparaît en compagnie de Bushido, D-Bo, Eko Fresh, Billy et Chakuza dans la vidéo de Nemesis (nommé ainsi à cause de la déesse de la vengeance de la mythologie grecque) tirée de l'album ersguterjunge Sampler Vol. 1 - Nemesis où apparaît sa chanson S.A.A.D.. Dans l'album Game Over d'Azad, ils chantent en duo Auge des Sturms. Le 16 juin 2006, paraissent son premier album solo Das Leben ist Saad et son single Womit hab ich das verdient. L'album se trouva à la 15e place du hit officiel allemand et le single à la 68e place. Le deuxième album qui devait initialement s'appeler Der Pate, est annoncé après des retards, pour automne 2007. Pour couper court aux rumeurs tournant autour de l'album, il rend publique le Freetrack Ausnahmezustand. Au début de 2008, il rend publique le changement de nom de l'album qui s'appellera pour finir Saadcore. Cet album sortira le 22 mars 2008.
En 2012, Saad s'associe aux rappeurs Dú Maroc et SadiQ pour la sortie de l'album Narkotic, qui atteint la 53e place des charts. Baba Saad se retire au Liban pendant un moment. En 2013, il poursuit sa carrière ainsi que son travail au label. Le 5 avril 2013, Saad sort son album SDoppelAD sur le label Halunkenbande, qui fait participer les rappeurs Jack da Rapper, Reece, Gecko et Fero. En mai 2013, Saad annonce avoir signé le rappeur EstA. Le 28 juin 2013, son album Estatainment est sorti.
Le 25 mai 2014, Saad annonce sur Facebook la fin précoce de sa carrière solo. Le 25 juillet 2014, il sort, selon l'annonce, son dernier album solo intitulé Das Leben ist Saadcore. À l'avenir, Baba Saad souhaitera seulement être représenté sur d'autres albums, et agir uniquement comme dirigeant de label. Fin 2014, il sort l'EP Yayo Tape en édition standard et un bundle de fans via la boutique en ligne Distributionz, et le 3 avril 2015, le sampler Beuteschema.

## Discographie

### Albums studio
- 2005 : Carlo Cokxxx Nutten II (Bushido produit: Sonny Black & Saad)
- 2006 : Das Leben ist Saad
- 2008 : Saadcore
- 2011 : Halunke

### Singles
- 2005 : Nie ein Rapper (avec Sonny Black aka Bushido)
- 2006 : Womit hab ich das verdient
- 2008 : Regen (feat. Bushido)

### Autres
- 2004 : Mein Cock (Internet-Exclusive & Nie Wieder de Bushido)
- 2005 : Ich halt' die Stellung sur le single "Augenblick" de Bushido
- 2007 : Ausnahmezustand (Internet-Exclusive)
- 2007 : Asphalt Massaker sur le single "Alles Gute kommt von unten" de Bushido, Kay-One & Chakuza
- 2008 : Deutschlands Most Wanted (Juice Exclusive #83)
- 2009 : Mein Job (Freetrack)